# 苏州工业园区服务外包职业学院
苏州工业园区服务外包职业学院（简称SISO），是位于江苏省苏州市苏州工业园区的一所公办普通专科高等学校，主要培养软件、计算机网络、金融、动漫、多媒体等方面的外包型人才。

## 历史
苏州工业园区服务外包职业学院始建于2008年2月，2010年4月正式建校，是由苏州工业园区管委会投资设立的公办全日制普通高等职业院校。学院坐落于名校云集、产业集聚的苏州独墅湖科教创新区，校园占地424亩，建筑面积22万余平方米。

## 学院设置
- 信息工程学院
- 商学院
- 纳米科技学院
- 人文艺术学院